# تپه کشمرز
تپه کشمرز مربوط به دوران‌های تاریخی پس از اسلام است و در شهرستان تاکستان، بخش خرمدشت، روستای کشمرز واقع شده و این اثر در تاریخ ۲۲ مرداد ۱۳۸۴ با شمارهٔ ثبت ۱۳۲۷۲ به‌عنوان یکی از آثار ملی ایران به ثبت رسیده است.